# نشانه وستفال
نشانه وستفال (انگلیسی: Westphal's sign) همبستگی بالینی فقدان یا کاهش رفلکس کشکک زانو یا حرکت غیرارادی زانو است. رفلکس زانو یا حرکت غیرارادی زانو نوعی رفلکس عمیق یا کششی است که در آن اعمال یک محرک به رباط کشککی مانند برخورد یک جسم جامد یا چکش معاینه، باعث باز شدن پا و انقباض ماهیچه چهارسر ران می‌شود.
این نشانه به افتخار کارل فریدریش اتو وستفال (۱۸۳۳–۱۸۹۰) نام‌گذاری شده است.